# Нельсон, Ричард (экономист)
Ри́чард Не́льсон (англ. Richard R. Nelson, 4 мая 1930, Нью-Йорк, Нью-Йорк — 28 января 2025) — американский экономист, Джордж Блюменталь профессор международных и общественных отношений, бизнеса и права Колумбийского университета.

## Биография
Ричард получил степень бакалавра (B.A.) Оберлинского колледжа в 1952 году, докторской степени (PhD) был удостоен в Йельском университете в 1956 году.
Свою преподавательскую деятельность начал в должности ассистента профессора в Оберлинском колледже в 1957 году. Работал экономистом в корпорации RAND в 1957—1960, 1964—1968 годах. Затем преподавал в должности ассоциированного профессора в Университете Карнеги — Меллона в 1960—1961 годах, был старшим сотрудником Совета экономических консультантов в 1961—1963 годах, профессором экономики Йельского университета в 1968—1986 годах, директором института социальных и политических исследований Йельского университета в 1980—1986 годах, профессором Колумбийском университете в 1986—2005 годах, директором программы по науке, технике и глобальному развитию Колумбийского института земли в 2005 году.
Является феллоу Американской академии искусств и наук, почётным пожизненным президентом Международного общества Йозефа Шумпетера с 2004 года, почётным доктором Маастрихтского университета, Сассекского университета, университета Луи Пастера, Ольборгского университета.
Скончался 28 января 2025 года.

## Вклад в науку
Эволюционная экономика оформилась в качестве особого направления в экономическом анализе после выхода книги Р. Нельсона и С. Уинтера «Эволюционная теория экономических изменений» (An Evolutionary Theory of Economic Change, 1982). Нельсон и Уинтер при создании одной только этой книги получили гранты от: отделения общественных наук Национального научного фонда США; отделения политологических исследований и анализа того же фонда; Фонда Слоуна; Института по государственной политике Мичиганского университета; Института социально-политических исследований Йельского университета.

## Награды
За свои достижения был неоднократно награждён:
- 1999 — премия Тинбергена;
- 2003 — вошёл в листинг Who’s Who in Economics;
- 2005 — премия Леонтьева;
- 2006 — премия Хонда;
- 2007 — премия Веблена-Коммонса[англ.];
- 2012 — премия Шумпетера.